# Elizabeth Sun
Elizabeth Sun (Glasgow, Escocia) es una música y actriz de ascendencia china. En 2004 se unió a la banda de Punk gitano Gogol Bordello.
- Datos: Q5363590